# Кайл Чалмерс
Кайл Чалмерс (англ. Kyle Chalmers, нар. 25 червня 1998, Ешфорд, Аделаїда, Австралія) — австралійський плавець, олімпійський чемпіон та дворазовий бронзовий призер Олімпійських ігор 2016 року, срібний та дворазовий бронзовий призер Олімпійських ігор 2020 року, чемпіон світу.

## Кар'єра
10 серпня 2016 року став олімпійським чемпіоном на дистанції 100 метрів вільним стилем, встановивши новий юніорський світовий рекорд з часом 47.58. Останнім австралійцем, який перемагав на цій дистанції був Міхаель Венден у 1968 році. 7 та 13 серпня здобував бронзові нагороди з естафетними командами.
Перед наступними Олімпійськими іграми Кайл Чалмерс мав проблеми зі здоров'ям та переніс операції на плечі та серці. Незважаючи на складну підготовку до змагань йому вдалося пройти кваліфікацію та поїхати на Олімпіаду в Токіо. 
Там він захищав титул олімпійського чемпіона на дистанції 100 метрів вільним стилем, але у фіналі поступився Кайлебу Дресселу, який переміг з новим олімпійським рекордом. Окрім цього австралієць двічі ставав бронзовим призером в естафетному плаванні вільним стилем. В естафеті комплексом посів лише 5-те місце.

## Виступи на Олімпійських іграх
| Олімпіада            | Дисципліна                | Місце |
| -------------------- | ------------------------- | ----- |
| Ріо-де-Жанейром 2016 | 100 м вільним стилем      | 1     |
| Ріо-де-Жанейро 2016  | 4×100 м вільним стилем    | 3     |
| Ріо-де-Жанейро 2016  | 4×100 м комплексом        | 3     |
| Токіо 2020           | 100 м вільним стилем      | 2     |
| Токіо 2020           | 4x100 м вільним стилем    | 3     |
| Токіо 2020           | 4x200 м вільним стилем    | 3     |
| Токіо 2020           | 4×100 м комплексом        | 5     |
| Париж 2024           | 100 м вільним стилем      | 2     |
| Париж 2024           | 4x100 м вільним стилем    | 2     |
| Париж 2024           | 4×100 м комплексом        | 6     |
| Париж 2024           | 4×100 м комплексом, мікст | 3     |